# Aeropuerto de Braganza
El Aeropuerto de Braganza (en portugués: Aeródromo Municipal de Bragança), (IATA: BGC, OACI: LPGB), es un aeropuerto portugués perteneciente al Ayuntamiento de Braganza. Está ubicado en el noroeste de Portugal, dentro del parque natural de Montesinho, en la aldea de Sacoias, en el término municipal de la freguesia de Baçal, a 10,2 km del casco urbano de la ciudad de Braganza.
Es el aeropuerto portugués más cercano a España, situado a tan solo 17 km de la sanabresa Rionor. Su enclave en La Raya, hace que se haya convertido en la principal infraestructura aeroportuaria de cooperación transfronteriza entre Braganza y Zamora, las dos provincias más despobladas de Portugal y España respectivamente.
Tras la conexión de Sanabria en 2021 mediante alta velocidad ferroviaria, el aeropuerto de Braganza y la estación de Otero de Sanabria forman un eje estratégico que se ha convertido en uno de los mayores retos de transporte rural en la Unión Europea.
Tradicionalmente ha tenido un importante tráfico chárter aunque actualmente alberga una línea doméstica regular y vuelos internacionales de manera estacional.

## Historia
El aeropuerto de Bragança fue construido entre los años 1965 y 1972 por el Ayuntamiento de Braganza. Entre 1972 y 1975, la Autoridade Nacional de Aviação Civil realizó inversiones en su pista fijando su longitud en 1.200 m y una plataforma de 80x60 m. En enero de 2003 se terminó de instalar iluminación nocturna permitiendo operaciones de vuelo nocturno. En 2005, la longitud de la pista se incrementó en 500 m, alcanzando una longitud total pavimentada de 1.700 m. La pista se amplió hacia el sur, desplazando el cabezal 02 en 500 m. También se realizaron bermas pavimentadas de 7,5 m a cada lado del eje en toda su longitud. Con estas actuaciones, el aeropuerto se equipó con una pista de 30 m de ancho (15 m a cada lado del eje) con bermas resistentes de 7,5 m en toda su longitud, configuración que se mantiene en la actualidad.

## Terminal e instalaciones aeroportuarias
El edificio de la Terminal A se compone de cuatro pisos distribuidos de la siguiente manera:
- Primera planta: atrio de salidas, puerta de embarque, cafetería-bar, servicios, oficinas, Centro de emergencias, Centro de seguridad aeroportuaria, zona de mantenimiento y parque de bomberos.
- Segunda planta: Oficinas de la dirección del aeropuerto.
- Tercera planta: Servicio de meteorología.
- Cuarta planta: Servicio de torre de control.

La cafetería-bar del aeródromo se ha convertido en un lugar frecuentado del turismo gastronómico por su carta con los platos de esta zona portuguesa.
Como edificios complementarios se encuentran el hangar y el aeroclub:
- Hangar: Posee unas medidas de 30x30 m. La puerta de acceso tiene aproximadamente 7 m de alto y 20 m de ancho. El hangar cuenta con una estructura metálica formada por pórticos de 30 m con el fin de poder albergar en su interior el mayor número posible de aeronaves sin elementos estructurales que interfieran con las operaciones de movimiento de las aeronaves. Actualmente, el hangar se utiliza para almacenar pequeñas aeronaves, como avionetas, ultraligeros, etc.

- Aeroclub: Es un edificio de una sola planta, se encuentra junto al hangar. Es la sede del "Aero Clube de Bragança", una entidad que dinamiza la cultura aeronáutica en la región.

- Parking: El aparcamiento del aeropuerto dispone de aproximadamente 67 plazas para coches.

## Proyecto de nueva terminal
Dentro de los esfuerzos de Portugal para frenar el problema nacional de la despoblación en el distrito de Braganza y potenciarlo como destino turístico natural se ha proyectado con financiación de los fondos Next Generation EU la construcción de una autovía de 2 carriles por sentido desde el aeropuerto a la frontera con España en Rionor. Esto dejará a España del aeropuerto de Braganza en un viaje en coche de tan solo 10 minutos. Mientras España no acaba de impulsar su parte del tramo de Rionor a Puebla de Sanabria enlazando a la autovía de las Rías Bajas.
Por otro lado, dentro del plan director del aeropuerto, se van a invertir 28 millones de euros para una nueva terminal y ampliación de la pista de aterrizaje. El proyecto se ha pensado para la internalización con destinos europeos con París y Frankfurt, con una utilización de 40.000 pasajeros al año. También para generar un nodo estratégico comercial para Braganza, Zamora y León con incremento del número de toneladas transportadas. La aerolínea brasileña Aeronorte ha avanzado que trasladará al nuevo aeropuerto de Braganza su base de operaciones en Portugal. El proyecto se aprobó en 2009 pero más de una década después no se ha llevado a cabo.

## Aerolíneas y destinos
| Aerolíneas | Destinos                        | Terminal |
| ---------- | ------------------------------- | -------- |
| Sevenair   | Viseu, Lisboa-Cascais, Portimão | A        |
| Sevenair   | Vila Real                       | A        |

## Galería de imágenes
|                                  |
| Entrada principal a la terminal. |

|                     |
| Puerta de embarque. |

|                      |
| Pista de aterrizaje. |

|                   |
| Torre de control. |

|         |
| Hangar. |